# 京都大学医療技術短期大学部
京都大学医療技術短期大学部（きょうとだいがくいりょうぎじゅつたんきだいがくぶ、英語: College of Medical Technology, Kyoto University）は、京都府京都市左京区聖護院川原町53に本部を置いていた日本の国立大学である。1975年に設置され、2007年に廃止された。大学の略称は京大医短または医短。

## 概要

### 大学全体
- 京都府京都市左京区に所在した3年制の国立短期大学。
- 1975年に京都大学に併設される形で開学[注 2]。当初は看護学科と専攻科のみだったが、順次学科の増設がなされ、最終的には4学科と専攻科1専攻にまで発展した。
- 2003年度の入学生を最後に[注釈 2]、2007年に短期大学としての使命を終える[注釈 3]。

### 建学の精神（校訓・理念・学是）
- 京都大学の欄を参照

### 教育および研究
- 京都大学医療技術短期大学部は医学部の連携の下で教育が行われていた。

### 学風および特色
- 京都大学医療技術短期大学部は医学部附属看護学校および同附属助産婦学校・同附属臨床検査技師学校を発展する形で設置された。

## 沿革
- 1899年
  - 京都帝国大学医科大学附属医院看護婦見習講習科を置く。
- 1902年
  - 産婆講習科を置く。
- 1911年
  - 産婆講習科が産婆養成所となる。
- 1916年
  - 京都帝国大学医科大学附属医院看護婦講習科に改称。
- 1922年
  - 京都帝国大学医学部附属医院看護婦産婆養成所に改組。看護婦科と産婆科を置く。
- 1945年
  - 京都帝国大学医学部附属医院厚生女子部に改組。
- 1947年
  - 京都大学医学部附属医院厚生女子部に改称。
- 1948年
  - 専攻科を置く。
- 1951年
  - 3月 専攻科を京都大学看護学校に改称。
  - 4月 京都大学看護学校を京都大学医学部附属看護学校に改称。
- 1952年
  - 助産婦科を設置。
- 1954年
  - 助産婦科が京都大学医学部附属助産婦学校として独立する。
- 1959年
  - 京都大学医学部附属衛生検査技師学校が設置される。
- 1972年
  - 同附属臨床検査技師学校に改組。
- 1975年
  - 4月22日 左記を以て文部省[注 3]より短期大学の設置が認可される[7]。
  - 5月1日 京都大学医療技術短期大学部が以下の学科体制にて開学[8]。
    - 看護科 入学定員80名
    - 専攻科助産学特別専攻 入学定員20名[9]

  - 5月1日 学生数[10]/定員
    - 看護科 61[注 4]/80
- 1976年
  - 4月1日 以下の学科を増設する[注 5]。
    - 衛生技術学科 入学定員40名

  - 5月1日 学生数[12]/定員
    - 看護学科[注 6]93[注釈 4]/160
    - 衛生技術学科 40[注 7]/40
- 1977年
  - 看護学科と専攻科の校舎が移転される。
  - 5月1日 学生数[13]/定員
    - 看護科 134[注釈 4]/240
    - 衛生技術学科 78[注 8]/80
- 1978年
  - 5月1日 学生数[14]/定員
    - 看護学科 130[注 9]/240
    - 衛生技術学科 112[注 10]/120

  - 衛生技術学科の校舎が移転される。
- 1982年
  - 4月1日 以下の学科を増設する[注 11]。
    - 理学療法学科 入学定員20名[注釈 5]
    - 作業療法学科 入学定員20名[注釈 5]

  - 5月1日 学生数[18]/定員
    - 看護学科 256[注 12]/240
    - 衛生技術学科 129[注 13]/120
    - 理学療法学科 20[注 14]/20
    - 作業療法学科 20[注 15]/20
- 1983年
  - 5月1日 学生数[19]/定員
    - 看護学科 239[注釈 6]/240
    - 衛生技術学科 123[注釈 6]/120
    - 理学療法学科 40[注 16]/40
    - 作業療法学科 39[注 17]/40
- 1985年
  - 5月1日 学生数[20]/定員
    - 看護学科 240[注釈 4]/240
    - 衛生技術学科 121[注釈 6]/120
    - 理学療法学科 64[注 18]/60
    - 作業療法学科 65[注 19]/60
- 1986年
  - 5月1日 学生数[21]/定員
    - 看護学科 251[注 20]/240
    - 衛生技術学科 124[注釈 6]/120
    - 理学療法学科 62[注 21]/60
    - 作業療法学科 67[注 22]/60
- 1987年
  - 5月1日 学生数[22]/定員
    - 看護学科 239[注 23]/240
    - 衛生技術学科 120[注 24]/120
    - 理学療法学科 62[注 25]/60
    - 作業療法学科 65[注釈 6]/60
- 1992年
  - 5月1日 学生数[注 26]/定員
    - 看護学科 244[注釈 7]/240
    - 衛生技術学科 126[注釈 8]/120
    - 理学療法学科 63[注 27]/60
    - 作業療法学科 65[注釈 6]/60
- 1999年
  - 5月1日 学生数[25]/定員
    - 看護学科 250[注釈 8]/240
    - 衛生技術学科 121[注 28]/120
    - 理学療法学科 63[注 29]/60
    - 作業療法学科 65[注釈 6]/60
- 2003年
  - 4月1日 この年度で短期大学としての学生募集を最終とする[注釈 2]。
- 2006年
  - 4月1日 専攻科最後の学生募集となる[注釈 9]。
- 2007年
  - 3月31日 左記をもって正式に廃止となる[注釈 3]。

## 基礎データ

### 所在地
- 京都府京都市左京区聖護院川原町53[注釈 1]

### 象徴
- 京都大学医療技術短期大学部のカレッジマークは、白と黒の計2枚からなるユリノキをイメージしたものとなっていた。図案は1981年7月に決定され、当時「生物学」の科目を担当していた、阪口吉蔵により考案された。

## 教育および研究

### 組織

#### 学科
- 看護学科 入学定員80名[注釈 10]
- 衛生技術学科 入学定員40名[注釈 10]
- 理学療法学科 入学定員20名[注釈 10]
- 作業療法学科 入学定員20名[注釈 10]

#### 専攻科
- 助産学特別専攻 入学定員20名[注 30]

#### 別科
- なし

#### 取得資格について
受験資格
- 看護師:看護学科
- 臨床検査技師:衛生技術学科
- 理学療法士:理学療法学科
- 作業療法士:作業療法学科
- 助産師:専攻科助産学専攻

### 研究
- 『京都大学医療技術短期大学部紀要』[31]

## 大学関係者と組織

### 大学関係者組織
- 同窓会組織として紫緑会がある[32]。

### 大学関係者一覧

#### 大学関係者
歴代学長
- 岡本道雄：1975年4月22日 - 1979年12月15日
- 沢田敏男：1979年12月16日 - 1985年12月15日
- 西島安則：1985年12月16日 - 1991年12月15日
- 井村裕夫：1991年12月16日 - 1997年12月15日
- 長尾眞：1997年12月16日 -

## 施設

### キャンパス
- 短大キャンパスは放送大学京都学習センターの隣にあった。
- 設備：地上5階・地下1階の校舎となっていた。

### 寮
- なし。但し、過去には白眉寮と称した学生寮が短大校舎の隣にあり、それが現在の放送大学京都学習センターとなっている。また京都大学の熊野寮と吉田寮が同学学生の入寮を認めていた。

## 対外関係

### 系列校
- 京都大学

## 卒業後の進路について

### 就職について
- 全学科、専門職を活かした職についた人が大半だったとみられる。京都大学医学部附属病院をはじめ大手の医療機関に就職しているものとみられる。

### 編入学･進学実績
- 看護学科の卒業生は京都大学医療技術短期大学部専攻科への進学者もいたものとみられる。また、東京医科歯科大学・滋賀医科大学・大阪大学・神戸大学・愛知県立看護大学・神戸市看護大学などの各大学への編入学実績もある[33]。
- 衛生技術学科卒業生は、大阪大学や神戸大学理学部・農学部などの各大学への編入学実績がある[33]。